# Sde Boker
Sde Boker (Hebreeuws: שְׂדֵה בּוֹקֵר) is een kibboets in de Negev, Israël, ongeveer 55 kilometer ten zuiden van Beër Sjeva. Hij bevindt zich in een natuurgebied, met kliffen, oases en een rijke fauna, waaronder veel trekvogels.
De kibboets is in 1952 gesticht en werd vooral beroemd doordat David Ben-Gurion en zijn vrouw zich hier in 1953 vestigden. In de buurt van de kibboets werd hij later ook begraven.
Vlak bij de graven van David en Paula Ben-Gurion is een onderzoekscentrum gevestigd, in zijn nagedachtenis. Het verricht multidisciplinair woestijnonderzoek en is geaffilieerd met de Ben-Gurion Universiteit van de Negev, die eveneens zijn naam draagt. Hier is ook een middelbare kostschool gevestigd waar leerlingen uit heel Israël zich toeleggen op het studeren van milieu, biologie en aardrijkskunde.

## Toeristische trekpleisters
In de kibboets en binnen een kwartier rijden:
- Het gepreserveerde huis ("hut") van Ben-Gurion en zijn vrouw
- Het woestijnonderzoekcentrum en de Ben-Gurionbibliotheek
- De graven van David en Paula Ben-Gurion met een magnifiek woestijnuitzicht over de diepe vallei van wadi Zin
- De oase Een Avdat, in een diepe kloof, met zoetwatermeertjes
- De opgravingen van de Nabatische stad Tel Avdat, een archeologische heuvel en nationaal park.
- Overblijfselen van Nabatische boerderijen en met oude irrigatiesystemen

Binnen een half uur van de kibboets:
- Makhtesh Ramon, de krater van Ramon
- Het beeldenpark van Mitzpe Ramon
- De irisheuvel bij Jerocham met een bloemsoort (Iris Yeruham) die uniek is voor deze ene heuvel, afgezien van enkele in de velden rondom
- Het meer van Jerocham

## Bedoeïenen
Vóór de Arabisch-Israëlische Oorlog van 1948 was de Negev (of Naqab-woestijn in het Arabisch) het gebied van zo'n 90.000 bedoeïenen, verdeeld over 96 stammen. Hun semi-nomadische leefstijl volgden zij in dit gebied al sinds het begin van de 16e eeuw. In juli 1948 werden 11 stammen onmiddellijk door joodse troepen uit de woestijn verdreven, 19 werden in reservaten opgesloten (closed military areas). Voor hen gold een pasjesregeling. Zo werd een deel van de Jubarat in juli etnisch gezuiverd. Half oktober moest de rest van de stam vertrekken; deels naar Hebron, deels naar de Gazastrook. De uitdrijving van de Negev-bedoeïenen zou tot 1959 doorgaan. David Ben Goerion, wiens huis en graf zich midden in dit gebied bevindt, was de politiek verantwoordelijke voor dit alles. Hij had de supervisie. Na de Zesdaagse Oorlog van 1967 werden ze weer verjaagd, nu naar de overzijde van de Jordaan in Jordanië. 